# Keelakarai
Keelakarai é uma panchayat (vila) no distrito de Ramanathapuram, no estado indiano de Tamil Nadu.

## Demografia
Segundo o censo de 2001,  Keelakarai  tinha uma população de 30,472 habitantes. Os indivíduos do sexo masculino constituem 46% da população e os do sexo feminino 54%. Keelakarai tem uma taxa de literacia de 78%, superior à média nacional de 59.5%: a literacia no sexo masculino é de 82% e no sexo feminino é de 75%. Em Keelakarai, 13% da população está abaixo dos 6 anos de idade.